# فريدريك غروف
فريدريك غروف (بالفرنسية: Frederick Philip Grove)‏ (و. 1879 – 1948 م) هو لغوي، ومترجم، وكاتب من كندا، وألمانيا، ولد في بروسيا الغربية، توفي في أونتاريو، عن عمر يناهز 69 عاماً.

## روابط خارجية
- فريدريك غروف على موقع الموسوعة البريطانية (الإنجليزية)